# Strandkartlav
Strandkartlav (Rhizocarpon richardii) är en lavart som först beskrevs av Lamy ex Nyl., och fick sitt nu gällande namn av Alexander Zahlbruckner. Strandkartlav ingår i släktet Rhizocarpon och familjen Rhizocarpaceae.  Arten är reproducerande i Sverige. Inga underarter finns listade i Catalogue of Life.